# María Luisa Solá
Maria Luisa Solà Hernández (Madrid, 20 de enero de 1939) es una actriz de doblaje española. Es una de las voces más familiares en el mundo del doblaje en España de las últimas décadas.

## Trayectoria profesional
Llegó con fuerza a finales de los 50 y dobló a las protagonistas femeninas de películas tan conocidas como Con la muerte en los talones, Psicosis, Los pájaros o El Cid. Pronto su voz se hizo inseparable de la imagen de grandes actrices. Desde entonces, es prácticamente innumerable el número de ellas de las que ha sido y es voz habitual. Por mencionar algunas: Mia Farrow, Sigourney Weaver, Glenn Close, Susan Sarandon, Diane Keaton, Jamie Lee Curtis, Judi Dench, Faye Dunaway, Carrie Fisher, Jane Fonda, Linda Hamilton, Katharine Hepburn, Jessica Lange, Sophia Loren, Shirley MacLaine, Helen Mirren, Vanessa Redgrave, Kathleen Turner, Jane Alexander, Ann-Margret, Fanny Ardant, Lauren Bacall, Kathy Baker, Kim Basinger, Anne Bancroft, Kathy Bates, Candice Bergen, Ingrid Bergman, Jacqueline Bisset, Sônia Braga, Ellen Burstyn, Claudia Cardinale, Stockard Channing, Julie Christie, Patricia Clarkson, Joan Collins, Frances Conroy, Blythe Danner, Judy Davis, Angie Dickinson, Frances Fisher, Lee Grant, Linda Hamilton, Marg Helgenberger, Barbara Hershey, Anjelica Huston, Lauren Hutton, Allison Janney, Marthe Keller, Sally Kellerman, Swoosie Kurtz, Jenifer Lewis, Phyllis Logan, Gina Lollobrigida, Lea Massari, Kelly McGillis, Marisa Mell, Jeanne Moreau, Cathy Moriarty, Kate Nelligan, Catherine O'Hara, Kim Novak, Lena Olin, Charlotte Rampling, Vanessa Redgrave, Pamela Reed,  Jane Seymour, Cybill Shepherd, Jean Smart, Holland Taylor, Lily Tomlin, Brenda Vaccaro, Lindsay Wagner, Lesley Ann Warren, Raquel Welch, Dianne Wiest y Debra Winger.
Ha participado en más de 3000 doblajes. Su hijo, Sergio Zamora, es también actor de doblaje, que pone su voz a actores del calibre de Colin Farrell, Joaquin Phoenix, Keanu Reeves, Bradley Cooper y Matthew McConaughey, entre muchos otros.

## Reconocimientos
El 10 de febrero de 2024, Sigourney Weaver al recoger el Premio Goya Internacional 2024 alabó a María Luisa Solá:  

"Mi amigo Bill Murray siempre me dice que mi interpretación es mucho mejor doblada al español así que la actriz que me dobla debería estar aquí arriba. María Luisa Solá me ha doblado en más de 30 películas, empezando con Alien. María, espero que estés viendo esta noche, porque te lo agradezco desde el fondo de mi corazón".

## Número de doblajes de actrices más conocidas
- Voz habitual de Susan Sarandon (en 61 películas)
- Voz habitual de Helen Mirren (en 46 películas)
- Voz habitual de Glenn Close (en 41 películas)
- Voz habitual de Sigourney Weaver (en 39 películas)
- Voz habitual de Judi Dench (en 35 películas)
- Voz habitual de Kathy Bates (en 34 películas)
- Voz habitual de Diane Keaton (en 29 películas)
- Voz habitual de Jamie Lee Curtis (en 28 películas)
- Voz habitual de Jacqueline Bisset (en 23 películas)
- Voz habitual de Faye Dunaway (en 22 películas)
- Voz habitual de Kim Basinger (en 19 películas)
- Voz habitual de Candice Bergen (en 17 películas)
- Voz habitual de Carrie Fisher (en 17 películas)
- Voz habitual de Anjelica Huston (en 13 películas)
- Voz habitual de Jane Fonda (en 11 películas)
- Voz habitual de Jessica Lange (en 10 películas)

## Filmografía
| Actriz original   | Título                                              | Personaje                      | Año       |
| ----------------- | --------------------------------------------------- | ------------------------------ | --------- |
| Ali MacGraw       | Love Story                                          | Jennifer "Jenny" Cavalleri     | 1970      |
| Anne Archer       | Juego de patriotas                                  | Dra. Catherine "Cathy" Ryan    | 1992      |
| Anne Archer       | Peligro inminente                                   | Dra. Catherine "Cathy" Ryan    | 1994      |
| Bárbara Carrera   | 007: Nunca digas nunca jamás                        | Fatima Blush                   | 1983      |
| Carole Bouquet    | 007: Sólo para sus ojos                             | Melina Havelock                | 1981      |
| Carrie Fisher     | Star Wars: Episode IV - A New Hope                  | Princesa Leia Organa           | 1977      |
| Carrie Fisher     | Star Wars: Episode V - The Empire Strikes Back      | Princesa Leia Organa           | 1980      |
| Carrie Fisher     | Star Wars: Episode VI - Return of the Jedi          | Princesa Leia Organa           | 1983      |
| Carrie Fisher     | Star Wars: Episodio VII - El despertar de la Fuerza | Princesa Leia Organa           | 2015      |
| Carrie Fisher     | Star Wars: Episodio VIII - Los últimos Jedi         | Princesa Leia Organa           | 2017      |
| Carrie Fisher     | Star Wars: Episodio IX - El ascenso de Skywalker    | Princesa Leia Organa           | 2019      |
| Cloris Leachman   | Dos hombres y un destino                            | Agnes                          | 1969      |
| Diane Keaton      | Manhattan                                           | Mary Wilkie                    | 1979      |
| Diane Keaton      | El padrino III                                      | Kay Adams                      | 1990      |
| Diane Keaton      | El padre de la novia                                | Nina Banks                     | 1991      |
| Diane Keaton      | Misterioso asesinato en Manhattan                   | Carol Lipton                   | 1993      |
| Diane Keaton      | Vuelve el padre de la novia                         | Nina Banks                     | 1995      |
| Diane Keaton      | El club de las primeras esposas                     | Annie MacDuggan Paradis        | 1996      |
| Diane Keaton      | La joya de la familia                               | Sybil Stone                    | 2005      |
| Diane Lane        | Calles de fuego                                     | Ellen Aim                      | 1984      |
| Diane Lewis       | Rocky                                               | Diana Lewis                    | 1976      |
| Emma Thompson     | Love Actually                                       | Karen                          | 2003      |
| Eva Marie Saint   | Con la muerte en los talones                        | Eve Kendall                    | 1959      |
| Fiona Fullerton   | 007: Panorama para matar                            | Pola Ivanova                   | 1985      |
| Frances Fisher    | Titanic                                             | Ruth DeWitt Bukater            | 1997      |
| Gates McFadden    | Star Trek: La próxima generación                    | Dra. Beverly Crusher           | 1994      |
| Gates McFadden    | Star Trek: primer contacto                          | Dra. Beverly Crusher           | 1996      |
| Gates McFadden    | Star Trek: insurrección                             | Dra. Beverly Crusher           | 1998      |
| Gates McFadden    | Star Trek: némesis                                  | Dra. Beverly Crusher           | 2002      |
| Gena Rowlands     | El diario de Noa                                    | Allie Hamilton Calhoun anciana | 2004      |
| Glenn Close       | Atracción fatal                                     | Alex Forrest                   | 1987      |
| Glenn Close       | 101 dálmatas: ¡Más vivos que nunca!                 | Cruella de Vil                 | 1996      |
| Glenn Close       | Air Force One                                       | Vicepresidenta Kathryn Bennett | 1997      |
| Glenn Close       | Mars Attacks!                                       | Primera dama Marsha Dale       | 1997      |
| Glenn Close       | 102 dálmatas                                        | Cruella de Vil                 | 2000      |
| Glenn Close       | Cosas que diría con sólo mirarla                    | Dr. Elaine Keener              | 2000      |
| Glenn Close       | Albert Nobbs                                        | Albert Nobbs                   | 2012      |
| Gloria Hendry     | Vive y deja morir                                   | Rosie Carver                   | 1973      |
| Helen Mirren      | The Queen: La reina                                 | Reina Isabel II de Inglaterra  | 2006      |
| Helen Mirren      | Red                                                 | Victoria Winslow               | 2010      |
| Helen Mirren      | Hitchcock                                           | Alma Reville                   | 2012      |
| Helen Mirren      | Red 2                                               | Victoria Winslow               | 2013      |
| Helen Mirren      | Fast & Furious 8                                    | Magdalene Shaw                 | 2017      |
| Helen Mirren      | Fast & Furious 9                                    | Magdalene Shaw                 | 2021      |
| Jamie Lee Curtis  | Entre pillos anda el juego                          | Ophelia                        | 1983      |
| Jamie Lee Curtis  | Un pez llamado Wanda                                | Wanda Gershwitz                | 1988      |
| Jamie Lee Curtis  | Mi chica                                            | Shelly DeVoto                  | 1991      |
| Jamie Lee Curtis  | Mi chica 2                                          | Shelly Sultenfuss              | 1994      |
| Jamie Lee Curtis  | Mentiras arriesgadas                                | Helen Tasker                   | 1994      |
| Jamie Lee Curtis  | Halloween H2O: Veinte años después                  | Laurie Strode / Keri Tate      | 1998      |
| Jamie Lee Curtis  | Halloween: Resurrección                             | Laurie Strode                  | 2002      |
| Jamie Lee Curtis  | Un Chihuahua de Beverly Hills                       | Vivian Winstron Ashe           | 2008      |
| Jamie Lee Curtis  | La noche de Halloween                               | Laurie Strode                  | 2018      |
| Jamie Lee Curtis  | Halloween Kills                                     | Laurie Strode                  | 2021      |
| Jamie Lee Curtis  | Halloween Ends                                      | Laurie Strode                  | 2022      |
| Janet Leigh       | Psicosis                                            | Marion Crane                   | 1960      |
| Jessica Lange     | El cartero siempre llama dos veces                  | Cora Smith                     | 1981      |
| Jill St. John     | 007: Diamantes para la eternidad                    | Tiffany Case                   | 1971      |
| Judi Dench        | 007: GoldenEye                                      | M                              | 1995      |
| Judi Dench        | 007: El mañana nunca muere                          | M                              | 1997      |
| Judi Dench        | 007: El mundo nunca es suficiente                   | M                              | 1999      |
| Judi Dench        | 007: Muere otro día                                 | M                              | 2002      |
| Judi Dench        | Las crónicas de Riddick                             | Aereon                         | 2004      |
| Judi Dench        | 007: Casino Royale                                  | M                              | 2006      |
| Judi Dench        | 007: Quantum of Solace                              | M                              | 2008      |
| Judi Dench        | Piratas del Caribe: en mareas misteriosas           | Dama                           | 2011      |
| Judi Dench        | 007: Skyfall                                        | M                              | 2012      |
| Judi Dench        | J. Edgar                                            | Annie Hoover                   | 2012      |
| Judi Dench        | El exótico Hotel Marigold                           | Evelyn Greenslade              | 2012      |
| Judi Dench        | El nuevo exótico Hotel Marigold                     | Evelyn Greenslade              | 2015      |
| Judi Dench        | 007: SPECTRE                                        | M                              | 2015      |
| Julie Christie    | Descubriendo Nunca Jamás                            | Emma du Maurier                | 2004      |
| Julie Christie    | La vida secreta de las palabras                     | Inge                           | 2005      |
| Kate Capshaw      | Indiana Jones y el templo maldito                   | Wilhelmina "Willie" Scott      | 1984      |
| Kathleen Turner   | El hada novata                                      | Claudia                        | 1997      |
| Kathy Baker       | Eduardo Manostijeras                                | Joyce Munroe                   | 1990      |
| Kathy Bates       | Tomates verdes fritos                               | Evelyn Couch                   | 1991      |
| Kelly McGillis    | Top Gun: Ídolos del aire                            | Charlotte "Charlie" Blackwood  | 1986      |
| Kim Basinger      | Nueve semanas y media                               | Elizabeth McGraw               | 1986      |
| Kim Basinger      | Cita a ciegas                                       | Nadia Gates                    | 1987      |
| Kim Basinger      | Batman                                              | Vicki Vale                     | 1989      |
| Kirstie Alley     | Star Trek II: la ira de Khan                        | Teniente Saavik                | 1982      |
| Kristina Wayborn  | 007: Octopussy                                      | Magda                          | 1983      |
| Lee Bryant        | Aterriza como puedas 2                              | Sra. Hammen                    | 1982      |
| Linda Hamilton    | Terminator                                          | Sarah Connor                   | 1984      |
| Linda Hamilton    | Terminator 2: el juicio final                       | Sarah Connor                   | 1991      |
| Linda Hamilton    | Terminator: Destino oscuro                          | Sarah Connor                   | 2019      |
| Lois Chiles       | 007: Moonraker                                      | Holly Goodhead                 | 1979      |
| Lorna Patterson   | Aterriza como puedas                                | Randy                          | 1980      |
| Maggie Smith      | Hook: El capitán Garfio                             | Wendy Darling                  | 1991      |
| Marg Helgenberger | CSI: Las Vegas                                      | Catherine Willows              | 2006-2015 |
| Maud Adams        | 007: El hombre de la pistola de oro                 | Andrea Anders                  | 1974      |
| Michelle Pfeiffer | Scarface: El precio del poder                       | Elvira Hancock                 | 1983      |
| Nancy Allen       | RoboCop                                             | Anne Lewis                     | 1987      |
| Nancy Allen       | RoboCop 2                                           | Anne Lewis                     | 1990      |
| Nancy Allen       | RoboCop 3                                           | Anne Lewis                     | 1993      |
| Olga Bisera       | 007: La espía que me amó                            | Felicca                        | 1977      |
| Rene Russo        | Estallido                                           | Robby Keough                   | 1995      |
| Samantha Eggar    | Hércules                                            | Hera                           | 1997      |
| Shelley Thompson  | Dentro del laberinto                                | Madrastra de Sarah             | 1986      |
| Shirley MacLaine  | Magnolias de acero                                  | Louisa "Ouiser" Boudreaux      | 1989      |
| Sigourney Weaver  | Alien: el octavo pasajero                           | Teniente Ellen Ripley          | 1979      |
| Sigourney Weaver  | El ojo mentiroso                                    | Tony Sokolow                   | 1981      |
| Sigourney Weaver  | Los cazafantasmas                                   | Dana Barrett                   | 1984      |
| Sigourney Weaver  | Armas de mujer                                      | Katherine Parker               | 1988      |
| Sigourney Weaver  | Los cazafantasmas 2                                 | Dana Barrett                   | 1989      |
| Sigourney Weaver  | 1492: la conquista del paraíso                      | Isabel I de Castilla           | 1992      |
| Sigourney Weaver  | Copycat                                             | Dra. Helen Hudson              | 1995      |
| Sigourney Weaver  | Avatar                                              | Dr. Grace Augustine            | 2009      |
| Sigourney Weaver  | Luces rojas                                         | Margaret Matheson              | 2012      |
| Sigourney Weaver  | Éxodo: Dioses y reyes                               | Tuya                           | 2014      |
| Sigourney Weaver  | Un monstruo viene a verme                           | Abuela de Connor               | 2016      |
| Sigourney Weaver  | Cazafantasmas: Más allá                             | Dana Barrett                   | 2021      |
| Sonia Braga       | Abierto hasta el amanecer 3: La hija del verdugo    | Quixtla                        | 1999      |
| Sophia Loren      | El Cid                                              | Jimena Díaz                    | 1961      |
| Susan Sarandon    | Thelma y Louise                                     | Louise Shawer                  | 1991      |
| Susan Sarandon    | Pena de muerte                                      | Helen Prejean                  | 1995      |
| Susan Sarandon    | Quédate a mi lado                                   | Jacqueline "Jackie" Harrison   | 1997      |
| Susan Sarandon    | Wall Street 2: el dinero nunca duerme               | Sylvia Moore                   | 2010      |
| Tami Stronach     | La historia interminable                            | Oráculo del Sur                | 1984      |
| Tina Turner       | Mad Max 3: Más allá de la cúpula del trueno         | Tía Ama                        | 1985      |
| Tippi Hedren      | Los pájaros                                         | Melanie Daniels                | 1963      |
| Vanessa Redgrave  | Misión: Imposible                                   | Max                            | 1996      |
| Vanessa Redgrave  | Deep Impact                                         | Robin Lerner                   | 1998      |
| Vanessa Redgrave  | Cartas a Julieta                                    | Claire Smith-Wyman             | 2010      |